# Țiriac Open 2025
Țiriac Open 2025 byl tenisový turnaj na mužském profesionálním okruhu ATP Tour, hraný v Năstase & Marica Sports Clubu. Dvacátý šestý ročník Romanian Open probíhal mezi 31. březnem a 6. dubnem 2025 v rumunské metropoli Bukurešti na antukových dvorcích.
Turnaj dotovaný 622 850 eury patřil do kategorie ATP Tour 250. Nejvýše nasazeným singlistou se stal třicátý šestý tenista světa  Sebastián Báez z Argentiny. Jako poslední přímý účastník do dvouhry nastoupil srbský 108. hráč žebříčku Dušan Lajović. V důsledku invaze Ruska na Ukrajinu na konci února 2022 řídící organizace tenisu ATP, WTA a ITF s grandslamy rozhodly, že ruští a běloruští tenisté mohli dále na okruzích startovat, ale do odvolání nikoli pod vlajkami Ruska a Běloruska.
První titul na okruhu ATP Tour vybojoval 22letý Ital Flavio Cobolli. Jubilejní desátou společnou trofej ze čtyřhry ATP získali Španěl Marcel Granollers s Argentincem Horaciem Zeballosem.

## Rozdělení bodů a finančních odměn

### Rozdělení bodů
| Soutěž  | Soutěž      | vítězové | finalisté | semifinalisté | čtvrtfinalisté | 16 v kole | 32 v kole | Q  | Q2 | Q1 |
| ------- | ----------- | -------- | --------- | ------------- | -------------- | --------- | --------- | -- | -- | -- |
| dvouhra | [ 2 ] [ 6 ] | 250      | 165       | 100           | 50             | 25        | 0         | 13 | 7  | 0  |
| čtyřhra | [ 7 ]       | 250      | 150       | 90            | 45             | 0         | —         | —  | —  | —  |

### Finanční odměny
| Soutěž                                | Soutěž      | vítězové | finalisté | semifinalisté | čtvrtfinalisté | 16 v kole | 32 v kole | Q2      | Q1      |
| ------------------------------------- | ----------- | -------- | --------- | ------------- | -------------- | --------- | --------- | ------- | ------- |
| dvouhra                               | [ 2 ] [ 6 ] | 90 675 € | 52 890 €  | 31 080 €      | 18 015 €       | 10 460 €  | 6 390 €   | 3 200 € | 1 745 € |
| čtyřhra                               | [ 7 ]       | 31 530 € | 16 940 €  | 9 910 €       | 5 500 €        | 3 240 €   | —         | —       | —       |
| částka ve čtyřhrách je uvedena na pár |             |          |           |               |                |           |           |         |         |

## Mužská dvouhra

### Nasazení
| Stát                           | Hráč                  | ATP | Nasazení |
| ------------------------------ | --------------------- | --- | -------- |
| Argentina                      | Sebastián Báez        | 36. | 1.       |
| Španělsko                      | Pedro Martínez        | 40. | 2.       |
| Itálie                         | Flavio Cobolli        | 43. | 3.       |
| Chile                          | Nicolás Jarry         | 47. | 4.       |
| Španělsko                      | Roberto Bautista Agut | 50. | 5.       |
| Maďarsko                       | Fábián Marozsán       | 59. | 6.       |
| Argentina                      | Mariano Navone        | 62. | 7.       |
| Argentina                      | Camilo Ugo Carabelli  | 65. | 8.       |
| Žebříček ATP k 17. březnu 2025 |                       |     |          |

### Jiné formy účasti
Následující hráči obdrželi divokou kartu do hlavní soutěže:
- Richard Gasquet
- Filip Cristian Jianu
- Stan Wawrinka

Následující hráči postoupili z kvalifikace:
- Martin Kližan
- Filip Misolic
- Timofej Skatov
- Valentin Vacherot

Následující hráč postoupil z kvalifikace jako šťastný poražený:
- Radu Albot

### Odhlášení
před zahájením turnaje
- Miomir Kecmanović → nahradil jej  Ceng Čchun-sin
- Fábián Marozsán → nahradil jej  Radu Albot
- Corentin Moutet → nahradil jej  Gabriel Diallo

## Mužská čtyřhra

### Nasazení
| Stát                                                                                    | Hráč              | Stát      | Hráč             | ATP | Nasazení |
| --------------------------------------------------------------------------------------- | ----------------- | --------- | ---------------- | --- | -------- |
| Španělsko                                                                               | Marcel Granollers | Argentina | Horacio Zeballos | 21. | 1.       |
| Belgie                                                                                  | Sander Gillé      | Polsko    | Jan Zieliński    | 60. | 2.       |
| Spojené království                                                                      | Jamie Murray      | Česko     | Adam Pavlásek    | 66. | 3.       |
| Francie                                                                                 | Sadio Doumbia     | Francie   | Fabien Reboul    | 67. | 4.       |
| Žebříček ATP k 17. březnu 2025; číslo je součtem žebříčkového postavení obou členů páru |                   |           |                  |     |          |

### Jiné formy účasti
Následující páry obdržely divokou kartu do hlavní soutěže:
- Marius Copil /  Luca Preda
- Cezar Crețu /  Bogdan Pavel

### Odhlášení
před zahájením turnaje
- Matthew Ebden /  John Peers → nahradili je  Victor Vlad Cornea /  Andreas Mies
- Kevin Krawietz /  Tim Pütz → nahradili je  Marcelo Demoliner /  Matwé Middelkoop
- Nikola Mektić /  Michael Venus → nahradili je  Íñigo Cervantes /  Pedro Martínez

## Přehled finále

### Mužská dvouhra
- Flavio Cobolli vs.  Sebastián Báez, 6–4, 6–4

### Mužská čtyřhra
- Marcel Granollers /  Horacio Zeballos vs.  Jakob Schnaitter /  Mark Wallner, 7–6(7–3), 6–4